# Thanh Tùng (xã)
Thanh Tùng là một xã thuộc tỉnh Cà Mau, Việt Nam.

## Địa lý
Xã Thanh Tùng có vị trí địa lý:
- Phía đông giáp xã Đầm Dơi và xã Tân Tiến
- Phía tây giáp xã Quách Phẩm
- Phía nam giáp xã Tam Giang
- Phía bắc giáp xã Đầm Dơi.

Xã Thanh Tùng có diện tích 89,9 km², dân số năm 2024 là 26.573 người, mật độ dân số đạt 295 người/km².

## Lịch sử
Ngày 25 tháng 7 năm 1979, Hội đồng Chính phủ ban hành Quyết định số 275-CP về việc thành lập xã Thanh Tùng thuộc huyện Năm Căn trên cơ sở một phần của nửa xã Quách Thẩm B.
Ngày 17 tháng 5 năm 1984, Hội đồng Bộ trưởng ban hành Quyết định số 75-HĐBT về việc sáp nhập xã Thanh Tùng thuộc huyện Năm Căn vào huyện Ngọc Hiển quản lý.
Ngày 17 tháng 12 năm 1984, Hội đồng Bộ trưởng ban hành Quyết định số 168-HĐBT về việc đổi tên huyện Ngọc Hiển thành huyện Đầm Dơi. Khi đó, xã Thanh Tùng thuộc huyện Đầm Dơi.
Ngày 2 tháng 2 năm 1991, Ban Tổ chức – Cán bộ của Chính phủ ban hành Quyết định số 51/QĐ-TCCP về việc sáp nhập xã Tân Điền và xã Tân Hùng vào xã Thanh Tùng.
Ngày 6 tháng 11 năm 1996, Quốc hội ban hành Nghị quyết về việc chia tỉnh Minh Hải thành tỉnh Bạc Liêu và tỉnh Cà Mau. Khi đó, xã Thanh Tùng thuộc huyện Đầm Dơi, tỉnh Cà Mau.
Ngày 5 tháng 9 năm 2005, Chính phủ ban hành Nghị định số 113/2005/NĐ-CP về việc thành lập xã Ngọc Chánh thuộc Đầm Dơi trên cơ sở 5.303,76 ha diện tích tự nhiên và 11.023 nhân khẩu của xã Thanh Tùng.
Sau khi điều chỉnh địa giới hành chính, xã Thanh Tùng còn lại 4.712,66 ha diện tích tự nhiên và 7.633 nhân khẩu.
Ngày 2 tháng 11 năm 2021, UBND tỉnh Cà Mau ban hành Quyết định số 2342/QĐ-UBND về việc công nhận đô thị Thanh Tùng (xã Thanh Tùng) là đô thị loại V.
Tính đến ngày 31/12/2024:
- Xã Ngọc Chánh có 7 ấp: Hiệp Hòa, Hiệp Hòa Tây, Nam Chánh, Phú Hiệp, Tân Hùng, Tấn Ngọc, Tấn Ngọc Đông.
- Xã Thanh Tùng có 6 ấp: Cái Ngay, Phú Hiệp A, Phú Quý, Tân Điền A, Tân Điền B, Thanh Tùng.

Ngày 12 tháng 6 năm 2025, Quốc hội ban hành Nghị quyết số 202/2025/QH15 về việc sắp xếp đơn vị hành chính cấp tỉnh (nghị quyết có hiệu lực từ ngày 12 tháng 6 năm 2025). Theo đó, sáp nhập tỉnh Bạc Liêu vào tỉnh Cà Mau.
Ngày 16 tháng 6 năm 2025, Ủy ban Thường vụ Quốc hội ban hành Nghị quyết số 1655/NQ-UBTVQH15 về việc sắp xếp các đơn vị hành chính cấp xã của tỉnh Cà Mau năm 2025 (nghị quyết có hiệu lực từ ngày 16 tháng 6 năm 2025). Theo đó, sáp nhập toàn bộ 42,3 km² diện tích tự nhiên, quy mô dân số là 14.004 người xã Ngọc Chánh thuộc huyện Đầm Dơi vào toàn bộ 47,6 km² diện tích tự nhiên, quy mô dân số là 12.569 người xã Thanh Tùng thuộc huyện Đầm Dơi.
Xã Thanh Tùng có 89,9 km² diện tích tự nhiên và quy mô dân số là 26.573 người.